# Mistrovství světa v zápasu řecko-římském 1998
Mistrovství světa v zápasu řecko-římském proběhlo v Gävle, Švédsko v roce 1998.

## Výsledky
| Kategorie | Podrobnosti | Zlato                     | Stříbro               | Bronz                  |
| --------- | ----------- | ------------------------- | --------------------- | ---------------------- |
| -54 kg    | podrobně    | Sim Kwon-ho (KOR)         | Marian Sandu (ROU)    | Chalid Al-Faredž (SYR) |
| -58 kg    | podrobně    | Kim In-sop (KOR)          | Šeng Ce-tchien (CHN)  | Armen Nazarjan (BUL)   |
| -63 kg    | podrobně    | Mchitar Manukjan (KAZ)    | Şeref Eroğlu (TUR)    | Čchoi Sang-son (KOR)   |
| -69 kg    | podrobně    | Alexandr Treťjakov (RUS)  | Csaba Hirbik (HUN)    | Son Sang-pil (KOR)     |
| -76 kg    | podrobně    | Bachtyjar Bajseitov (KAZ) | Filiberto Azcuy (CUB) | Nazmi Avluca (TUR)     |
| -85 kg    | podrobně    | Alexandr Menšikov (RUS)   | János Kismoni (HUN)   | Martin Lidberg (SWE)   |
| -97 kg    | podrobně    | Giorgi Koguašvili (RUS)   | Marek Švec (CZE)      | Davit Saldadze (UKR)   |
| -130 kg   | podrobně    | Alexandr Karelin (RUS)    | Matt Ghaffari (USA)   | Jurij Jevsejčyk (ISR)  |